# Shunting-yard algoritmus
A Shunting-yard algoritmus egy eljárás az infix jelöléssel megadott műveletsorok számítógép által könnyebben kezelhető fordított lengyel jelölésűvé alakítására. A név eredete a kifejlesztő Edsger Dijkstrához köthető, aki szerint az algoritmus a rendező pályaudvarra (angolul shunting yard) emlékeztette.
Az eljárás verem alapú, így nem csak lengyel jelölésűvé alakító eszközt láthatunk benne, de akár kódokat is alakíthatunk absztrakt szintakszisfává. Az eljárást Djikstra a Mathematisch Centrum beszámolójában írta le először.
Az eljárás során a bemenő adatsorból egy kimenő adatsort állítunk elő, valamint a fel nem használt szimbólumok tárolására igénybe veszünk egy vermet. Például a hagyományos (infix) módon leírt 1 + 2 átalakítás utáni alakja 1 2 +. A jelölés fő erőssége a műveleti precedencia és a zárójelezés elhagyása. Például a 3 + 2 • 1 átalakítva 3 2 1 • + lesz, a (3+2)•1 pedig 3 2 + 1 •, viszont a 3•(2+1) alakja 3 2 1 + • formában lesz olvasható.
Az algoritmus minden helyes kifejezést képes feldolgozni, de nem dob el minden helytelent. A hibás zárójelezést viszont például minden esetben észreveszi.
Az algoritmus általános formája a műveletisorrend-kifejtés.

## Egy egyszerű példa
```
Be: 3+4
A 3 kimenetre kerül
A + a műveleti verembe kerül
A 4 a kimenetre kerül
A műveleti vermet a kimenetre írjuk
```

Két lényeges szabály a fenti példából máris kiderül:
- Minden szám azonnal a kimenetre íródik.
- A műveleti vermet az eljárás végén a kimenetre ürítjük.

## Szemléltetés

Az algoritmus szemléltetése egy háromirányú vasúti kereszteződéssel

Az eljárást a képen látható háromirányú vasúti kereszteződés szemlélteti a legjobban. Ahogy érkezik a kifejezés, mint egy vonat, minden számot (szimbólumot) továbbküldünk, a műveleteket pedig a verembe (oldalvágányra) tereljük. Ha az érkező művelet alacsonyabb rendű, mint a verem tetején lévő művelet, akkor a veremből kivesszük a műveletet, és a szerelvény végére írjuk. Ugyanez a helyzet a balasszociatív műveletekkel is.

## Az algoritmus

### Pszeudokód
```
Amíg
 van token a bemeneten:
  Olvasd be a tokent
  
Ha
 a token szám, 
Akkor
:
    Tedd a tokent a kimenetre
  
Egyébként
 
Ha
 a token függvény, 
Akkor
:
    Tedd a tokent a műveleti verembe
  
Egyébként
 
Ha
 a token művelet, 
Akkor
:
    
Amíg
 van művelet a veremben, 
és
 (az a művelet magasabb rendű 
vagy
 (azonos rendű 
és
 balasszociatív)) 
és 
 nem baloldali zárójel:
      Tedd a veremből a műveletet a kimenetre
    Tedd a műveletet a verembe
  
Egyébként
 
Ha
 a token baloldali zárójel, 
Akkor
:
    Tedd a tokent a verembe
  
Egyébként
 
Ha
 a token jobb oldali zárójel, 
Akkor
:
    
Amíg
 a verem tetején nem baloldali zárójel van:
      Tedd a legfelső műveletet a kimenetre
    /* Ha nincs baloldali zárójel, akkor a bemenet hibás */
    
Ha
 a verem tetején baloldali zárójel van, 
Akkor
:
      Vedd ki a zárójelet és dobd el
    
Ha
 a token függvény, 
Akkor
:
      Tedd a tokent a kimenetre
/* Ha elfogyott a bemenet, akkor tegyük a vermet a kimenetre */

Ha
 nincs több beolvasható token, 
Akkor
:
  
Amíg
 van a verem tetején token:
    Tedd a verem tetejét a kimenetre

Vége
```

Ha megvizsgáljuk az algoritmus összetettségét, azt találjuk, hogy minden tokent egyszer olvasunk be, mindegyiket egyszer írjuk ki, valamint a függvények, az operátorok és a zárójelek egyszer kerülnek a verembe és egyszer kerülnek ki belőle. Egy tokenre ez alapján meghatározott, állandó számú művelet jut, így a műveletigény {\displaystyle O(n)}, azaz a végrehajtás ideje a tokenek számával egyenesen arányos.
Az eljárás egyszerűen átalakítható lengyel jelölésűvé, ehhez mindössze a tokenek listáját a végéről kezdve kell feldolgozni, majd a kapott kimenetet megfordítani.  Változás csak az asszociativitás és a zárójelek esetén van, a bal és jobb felcserélése után.

### Megvalósítások
Alább néhány megvalósítást láthatunk különböző programozási nyelveken.

#### Java programozási nyelv
```
import
 
java.util.Stack
;

import
 
java.util.StringTokenizer
;

public
 
class
 
Parser
{

	 

	
StringTokenizer
 
st
;

	

	
public
 
Parser
(
String
 
input
){
		

		
st
 
=
 
new
 
StringTokenizer
(
input
,
 
Operator
.
getOperatorString
()
+
"()"
,
 
true
);

		
}

	

	
public
 
String
[]
 
convertToRPN
(){

		 

		 
Stack
<
String
>
 
opStack
 
=
 
new
 
Stack
<
String
>
();

		 
String
[]
 
rpn
 
=
 
new
 
String
[
st
.
countTokens
()
]
;

		 
boolean
 
wasOperator
 
=
 
true
;

		 
int
 
index
 
=
 
0
;

		 

		 
while
(
 
st
.
hasMoreTokens
()
 
){

			 
String
 
temporary
 
=
 
st
.
nextToken
();

			 

			 
if
(
 
temporary
.
equals
(
"("
)){

				 
opStack
.
push
(
temporary
);

				 
wasOperator
 
=
 
true
;

			 
}
 
else
 
if
(
 
(
temporary
.
equals
(
"-"
)
 
)
 
&&
 
(
wasOperator
)){

				 
rpn
[
index
]
 
=
 
Double
.
toString
(
 
-
1
 
*
 
Double
.
parseDouble
(
st
.
nextToken
())
 
);

				 
index
++
;

			 
}
 
else
 
if
(
 
temporary
.
equals
(
")"
)){

				 
while
(
 
!
(
opStack
.
peek
().
equals
(
"("
))
 
){

					 
rpn
[
index
]
 
=
 
opStack
.
pop
();

					 
index
++
;

					 
wasOperator
 
=
 
false
;

				 
}

				 
opStack
.
pop
();

			 
}
else
 
if
(
 
Operator
.
isOperator
(
temporary
)
 
){
 

				 
while
(
 
(
 
!
(
opStack
.
empty
())
 
)
 
&&
 
(
 
!
(
opStack
.
peek
().
equals
(
"("
))
 
)
 
&&
 
(
Operator
.
getPrecedence
(
opStack
.
peek
()).
byteValue
()
 
>
 
Operator
.
getPrecedence
(
temporary
).
byteValue
()
 
)
 
){

					 
rpn
[
index
]
 
=
 
opStack
.
pop
();

					 
index
++
;

				 
}

				 
opStack
.
push
(
temporary
);

				 
wasOperator
 
=
 
true
;

			 
}
 
else
 
{

				 
rpn
[
index
]
 
=
 
temporary
;

				 
index
++
;

				 
wasOperator
 
=
 
false
;

			 
}

		 
}

		 
while
(
 
!
(
opStack
.
empty
())
 
){

			 
rpn
[
index
]
 
=
 
opStack
.
pop
();

			 
index
++
;

		 
}

		 
return
 
rpn
;

	
}

}

```

## Példák
Lássuk néhány példát az algoritmus működésére!

### Egyszerű műveletsor
Alakítsuk át a 3+4•2-5:1 műveletsort!
| Token | Utasítás                                                                    | Kimenő sor        | Műveleti verem | Megjegyzések                                         |
| ----- | --------------------------------------------------------------------------- | ----------------- | -------------- | ---------------------------------------------------- |
| 3     | Tedd a tokent a kimenő sorba                                                | 3                 |                |                                                      |
| +     | Tedd a tokent a műveleti verembe                                            | 3                 | +              |                                                      |
| 4     | Tedd a tokent a kimenő sorba                                                | 3 4               | +              |                                                      |
| •     | Tedd a tokent a műveleti verembe                                            | 3 4               | • +            |                                                      |
| 2     | Tedd a tokent a kimenő sorba                                                | 3 4 2             | • +            |                                                      |
| -     | Írd a műveleti vermet a kimenő sorba, majd tedd a tokent a műveleti verembe | 3 4 2 • +         | -              | A kivonás precedenciája alacsonyabb, mint a szorzásé |
| 5     | Tedd a tokent a kimenő sorba                                                | 3 4 2 • + 5       | -              |                                                      |
| :     | Tedd a tokent a műveleti verembe                                            | 3 4 2 • + 5       | : -            |                                                      |
| 1     | Tedd a tokent a kimenő sorba                                                | 3 4 2 • + 5 1     | : -            |                                                      |
|       | Írd ki a műveleti vermet a kimenő sorba                                     | 3 4 2 • + 5 1 : - |                | Vége az eljárásnak                                   |

Az átalakított forma tehát 3 4 2 • + 5 1 : -.

### Zárójelekkel
Alakítsuk át a 25 + 4• (5 + 2 • 3)-45 : 3 ^ 2 műveletsort!
| Token | Utasítás                                                                       | Kimenő sor                      | Műveleti verem | Megjegyzések         |
| ----- | ------------------------------------------------------------------------------ | ------------------------------- | -------------- | -------------------- |
| 25    | Tedd a tokent a kimenő sorba                                                   | 25                              |                |                      |
| +     | Tedd a tokent a műveleti verembe                                               | 25                              | +              |                      |
| 4     | Tedd a tokent a kimenő sorba                                                   | 25 4                            | +              |                      |
| •     | Tedd a tokent a műveleti verembe                                               | 25 4                            | • +            |                      |
| (     | Tedd a tokent a műveleti verembe                                               | 25 4                            | ( • +          | Bal zárójel          |
| 5     | Tedd a tokent a kimenő sorba                                                   | 25 4 5                          | ( • +          |                      |
| +     | Tedd a tokent a műveleti verembe                                               | 25 4 5                          | + ( • +        |                      |
| 2     | Tedd a tokent a kimenő sorba                                                   | 25 4 5 2                        | + ( • +        |                      |
| •     | Tedd a tokent a műveleti verembe                                               | 25 4 5 2                        | • + ( • +      |                      |
| 3     | Tedd a tokent a kimenő sorba                                                   | 25 4 5 2 3                      | • + ( • +      |                      |
| )     | Írd ki a műveleti vermet az első bal zárójelig, a zárójelet dobd el            | 25 4 5 2 3 • +                  | • +            | Ez volt a lezáró jel |
| -     | Vedd ki a legfelső műveletet a veremből, majd tedd a tokent a műveleti verembe | 25 4 5 2 3 • + •                | - +            |                      |
| 45    | Tedd a tokent a kimenő sorba                                                   | 25 4 5 2 3 • + •45              | - +            |                      |
| :     | Tedd a tokent a műveleti verembe                                               | 25 4 5 2 3 • + • 45             | : - +          |                      |
| 3     | Tedd a tokent a kimenő sorba                                                   | 25 4 5 2 3 • + • 45 3           | : - +          |                      |
| ^     | Tedd a tokent a műveleti verembe                                               | 25 4 5 2 3 • + • 45 3           | ^ : - +        |                      |
| 2     | Tedd a tokent a kimenő sorba                                                   | 25 4 5 2 3 • + • 45 3 2         | ^ : - +        | Ez az utolsó token!  |
|       | Írd ki a műveleti vermet a kimenő sorba                                        | 25 4 5 2 3 • + • 45 3 2 ^ : - + |                | Vége                 |

A kifejezés postfix alakja tehát 25 4 5 2 3 • + • 45 3 2 ^ : - +

### Függvények esete
Alakítsuk át a 3 • sin( π / 3 ) + 5 • cos( 3 • π / 2 ) kifejezést inverz lengyel jelölésűre!
| Token | Utasítás                                                                                      | Kimenő sor                        | Műveleti verem | Megjegyzések                          |
| ----- | --------------------------------------------------------------------------------------------- | --------------------------------- | -------------- | ------------------------------------- |
| 3     | Tedd a tokent a kimenő sorba                                                                  | 3                                 |                |                                       |
| •     | Tedd a tokent a műveleti verembe                                                              | 3                                 | •              |                                       |
| sin   | Tedd a tokent a műveleti verembe                                                              | 3                                 | sin •          | A függvények is műveletnek számítanak |
| (     | Tedd a tokent a műveleti verembe                                                              | 3                                 | ( sin •        | Baloldali zárójel                     |
| π     | Tedd a tokent a kimenő sorba                                                                  | 3 π                               | ( sin •        |                                       |
| /     | Tedd a tokent a műveleti verembe                                                              | 3 π                               | / ( sin •      |                                       |
| 3     | Tedd a tokent a kimenő sorba                                                                  | 3 π 3                             | / ( sin •      |                                       |
| )     | Írd ki a baloldali zárójelig a műveleti vermet a kimenő sorba                                 | 3 π 3 /                           | sin •          | A zárójeleket párban eldobjuk         |
| +     | Írd ki a magasabb precedenciájú műveleteket a veremből, majd tedd a tokent a műveleti verembe | 3 π 3 / sin •                     | +              |                                       |
| 5     | Tedd a tokent a kimenő sorba                                                                  | 3 π 3 / sin • 5                   | +              |                                       |
| •     | Tedd a tokent a műveleti verembe                                                              | 3 π 3 / sin • 5                   | • +            |                                       |
| cos   | Tedd a tokent a műveleti verembe                                                              | 3 π 3 / sin • 5                   | cos • +        | A függvények műveletnek számítanak    |
| (     | Tedd a tokent a műveleti verembe                                                              | 3 π 3 / sin • 5                   | ( cos • +      | Baloldali zárójel                     |
| 3     | Tedd a tokent a kimenő sorba                                                                  | 3 π 3 / sin • 5 3                 | ( cos • +      |                                       |
| •     | Tedd a tokent a műveleti verembe                                                              | 3 π 3 / sin • 5 3                 | • ( cos • +    |                                       |
| π     | Tedd a tokent a kimenő sorba                                                                  | 3 π 3 / sin • 5 3 π               | • ( cos • +    |                                       |
| /     | Tedd a tokent a műveleti verembe                                                              | 3 π 3 / sin • 5 3 π               | / • ( cos • +  |                                       |
| 2     | Tedd a tokent a kimenő sorba                                                                  | 3 π 3 / sin • 5 3 π 2             | / • ( cos • +  |                                       |
| )     | Írd ki a baloldali zárójelig a műveleti vermet a kimenő sorba                                 | 3 π 3 / sin • 5 3 π 2 / •         | cos • +        | A zárójeleket párban eldobjuk         |
|       | Nincs több token, írd ki a műveleti vermet a kimenő sorba                                     | 3 π 3 / sin • 5 3 π 2 / • cos • + |                | Vége az eljárásnak                    |

A kifejezés inverz lengyel alakja tehát 3 π 3 / sin • 5 3 π 2 / • cos • +.

## Fordítás
Ez a szócikk részben vagy egészben  a   shunting-yard algorithm című angol Wikipédia-szócikk ezen változatának fordításán alapul.  Az eredeti cikk szerkesztőit annak laptörténete sorolja fel. Ez a jelzés csupán a megfogalmazás eredetét és a szerzői jogokat jelzi, nem szolgál a cikkben szereplő információk forrásmegjelöléseként.